# Giovanni Maria Farina (1657-1732)
Giovanni Maria Farina (Santa Maria Maggiore, 1657 circa – Maastricht, 29 aprile 1732) è stato un mercante e profumiere italiano.
Fu uno dei primi Farina della Val Vigezzo che emigrarono nel nord Europa e che costituirono negli anni una numerosa e fortunata schiera di mercanti e profumieri produttori di Aqua Mirabilis, poi nota come Acqua di Colonia.

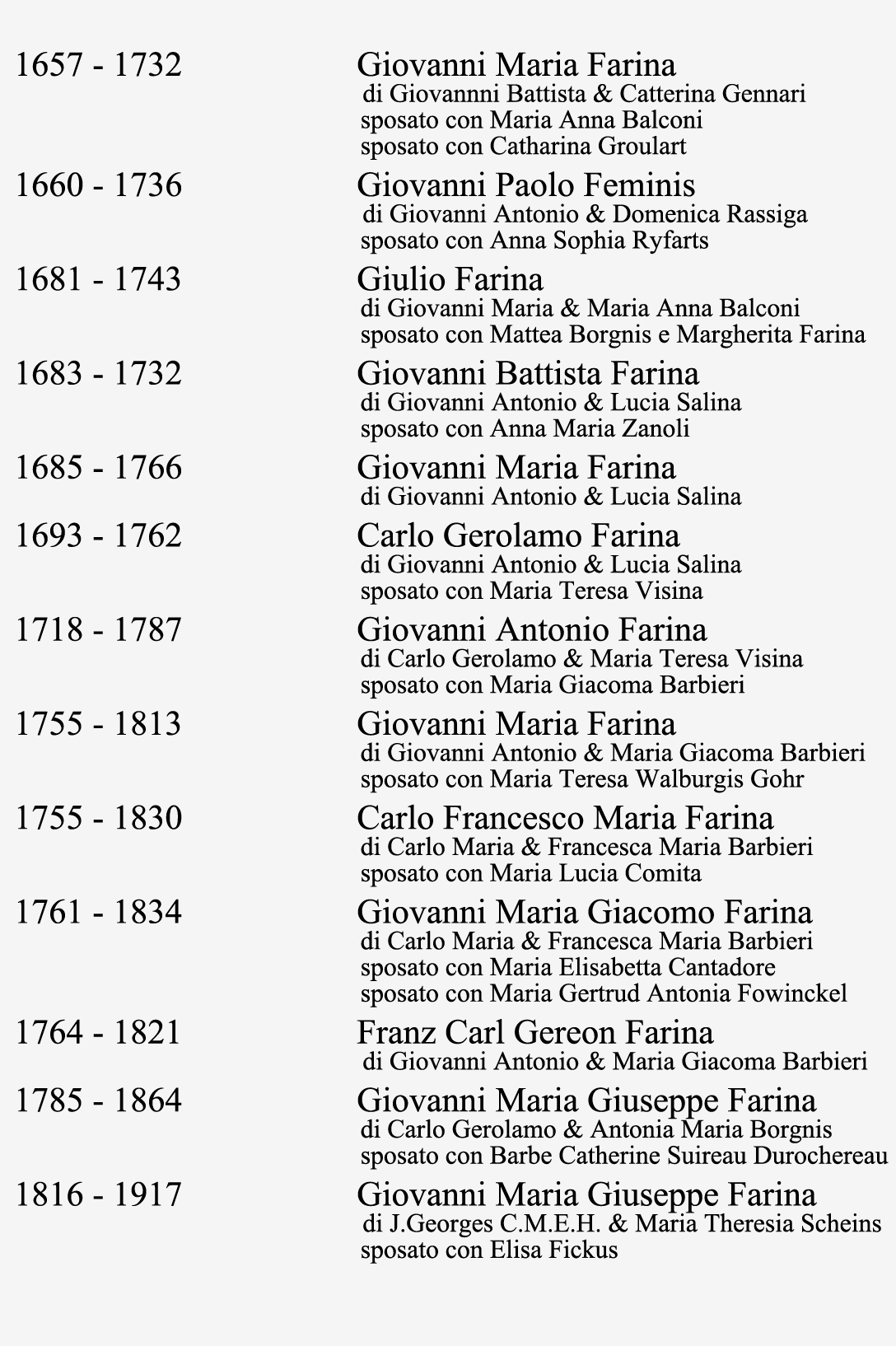
Correzione Prospetto dei mercanti che vendettero e/o produssero Acqua di Colonia:
- Giulio Farina: Giulio Farina non era il figlio di Giovanni Maria Farina (1657–1732) e di Maria Anna Balconi.
- Carlo Francesco Maria Farina: Sul suo certificato di nascita non compare il nome “Maria”.
- Franz Carl Gereon Farina: Questo monaco non ha mai intrapreso attività economiche, né tantomeno fu produttore di Eau de Cologne.
- Giovanni Maria Giuseppe Farina: Questo membro della famiglia aveva solamente un nome tedesco e non italiano (Johann Maria Jakob Farina).
N.B. = Alla presente lista mancano tuttavia i più grandi produttori di Eau de Cologne del XVIII-XIX secolo, come ad esempio Johann Maria Farina (1713-1792), Carl Anton Farina (1770-1850), Jean Marie Farina (1808-1880)

## Biografia
Giovanni Maria Farina, figlio di Giovanni Battista (Santa Maria Maggiore 8 settembre 1622 - 06.09.1681) si unì in prime nozze con una conterranea Maria Balconi (27.11.1644-29.01.1684). Dopo la morte della moglie, Giovanni Maria si risposò il 2 febbraio 1686 con Catharina Groulart (?-Maastricht 22.03.1732) dalla quale ebbe otto figli.
I Farina, come i Feminis, ma anche i Mellerio, Borgnis, Allesina, Cantadore, Zanoli e altri ebbero generazioni di mercanti, banchieri e ambulanti distribuiti tra 1500 e 1900 nell'area compresa tra Basilea, Parigi, Amsterdam, Anversa, Francoforte e Colonia.
Giovanni Maria Farina intraprese a Maastricht un'attività di commerciante e spedizioniere e fu membro del consiglio della città. Gli affari andarono bene a lungo.
La sua figura è di grande importanza per la storia dell’Eau Admirable ou de Cologne e per i diversi rami dei Farina che si dedicarono all'attività di mercante e di profumiere.
Grazie alla sua attività poté aiutare economicamente l'amico e conterraneo Giovanni Paolo Feminis (Crana circa 1660- Colonia 1736), un altro commerciante e profumiere della Val Vigezzo emigrato in Germania e stabilitosi intorno ai trent'anni a Colonia dove ebbe notevole successo anche come inventore e produttore di un'Aqua Mirabilis la cui formula passò dopo la sua morte a numerosi Farina.

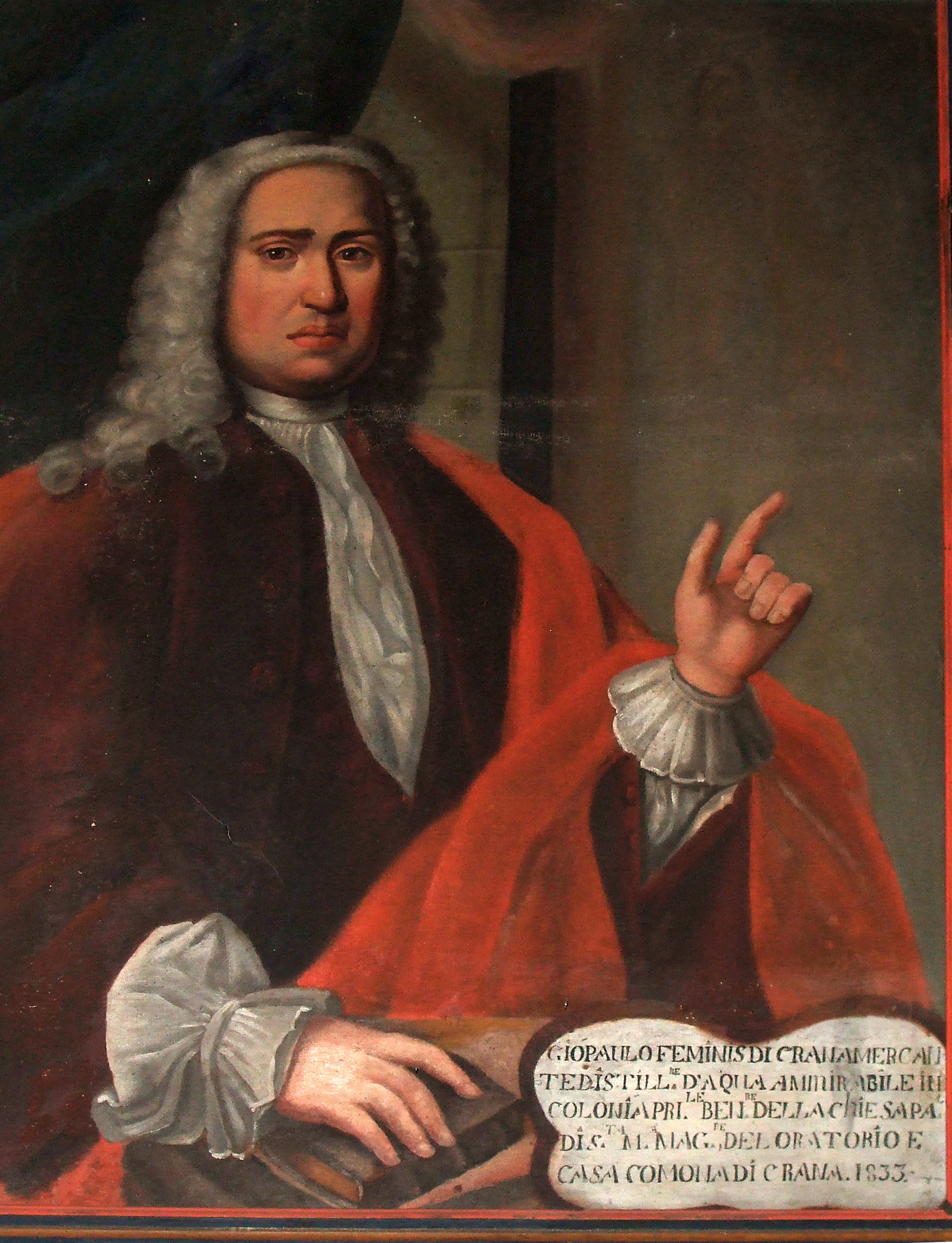
Dipinto di autore anonimo e non datato. Nel retro della tela un testo in francese non firmato attribuisce il ritratto al profumiere di Colonia Giovanni Paolo Feminis (ca 1660-1736). Il dipinto è stato esposto per la prima volta l'11 luglio 2009 alla mostra La mirabilis storia dell'Acqua di Colonia di Santa Maria Maggiore (VB)

Fu ancora grazie al suo sostegno economico che il nipote Giovanni Battista (1683-1732), figlio di Giovanni Antonio, poté seguire le sue orme costituendo a Colonia nel 1709 un'azienda commerciale in società con Baldassarre Borgnis, la G.B. Farina & Borgnis poi Farina & Compagnie, rinominata nel 1714 Fratelli Farina & Comp. con l'aggiunta dei due fratelli Giovanni Maria Farina (1685-1766) e Carlo Gerolamo (1693-1762). I primi anni non furono facili. I creditori assillavano i fratelli Giovanni Battista e Giovanni Maria
(Archivio RWWA (Colonia) , Briefbuch 1727-1733, p. 343)

E anche lo zio di Maastricht, costretto perfino a impegnare alcuni gioielli per evitare il processo che ne sancirà il fallimento, fu costretto a chiedere un ingente prestito al più fortunato Giovanni Paolo Feminis, tra i maggiori contribuenti della città di Colonia e produttore di una sua Aqua mirabilis
intervenire in suo aiuto. Nella stessa missiva, a sottolineare le grandi difficoltà del Farina, il Taskin riferisce di non essere riuscito a vendere la croce di Mademoiselle Margot, pur essendo andato da un ebreo di Deutz. L’Eau de la Reine era uno dei prodotti in cui Giovanni Maria Farina (Maastricht) commerciava. In un’occasione richiede una boteglia dela vostra Acqua Admirable al cogino Giovanni Paolo Feminis, suggerendoci che il distillatore e mercante cranese producesse e commerciasse una sua Eau admirable.»
(Luigi Rossi, Il Piemonte in Europa, InterLine, 2009)

Le cause del suo tracollo furono molteplici: le devastanti guerre del periodo, investimenti errati, l'incapacità dei parenti di Colonia di amministrare parte delle sue iniziative che aveva loro affidato. Al nipote di Colonia Giovanni Maria aveva affidato l'8 ottobre 1708 una procura per le province di Kleve, Münster e Colonia.E del nipote Giovanni Maria di Colonia scrive:
(Archivio RWWA (Colonia), 1713-1728 Briefkopierbücher Maastricht)
Il fallimento avvenne il 23 dicembre 1715 e il 28 aprile 1721 gli venne riconosciuto lo stato di povertà. Giovanni Maria morì in miseria nel 1732 dopo essersi trasferito a Colonia ed essere stato aiutato da parenti ed amici.

## Ivicinidella Val Vigezzo
I Feminis, come i Giorgis, i Barbieri, erano sempre stati dei vicini, cioè quel gruppo di famiglie dei paesi della Val Vigezzo che si occupavano della conservazione del paese e del suo territorio, dei sentieri, dei boschi, dei pascoli. Conservavano e tramandavano le usanze. Due consoli eletti dall'assemblea sovrintendevano le riunioni. Nel 1666 tra i vicini dei paesi della Valle vi erano ben sei Feminis: Giovanni Giacomo, Comino, Giovanni Antonio, Giovanni Angelo, Romerio, Giovanni Battista.
I Farina, invece, facevano parte delle sette casate che da Craveggia si erano trasferiti a Santa Maria Maggiore per meglio svolgere le loro attività commerciali ma, come venivano chiamati, erano degli appoggiati e cioè non avevano diritto a partecipare all'amministrazione del Comune. Ma il 7 dicembre 1738 a Santa Maria Maggiore venne accolta la richiesta del defunto Giovanni Paolo Feminis, grazie ai suoi meriti e alle sue elargizioni, di accogliere come vicino Carlo Gerolamo Farina (1693-1792) di Santa Maria Maggiore che a Düsseldorf fece fortuna come commerciante e produttore di Eau Admirable. La richiesta era stata inoltrata un anno prima, il 26 dicembre 1737, da Carlo Guglielmi, parente di Feminis per averne spostato la sorella Anna Maria.

## I rivoli dell'Acqua di Colonia
Colonia

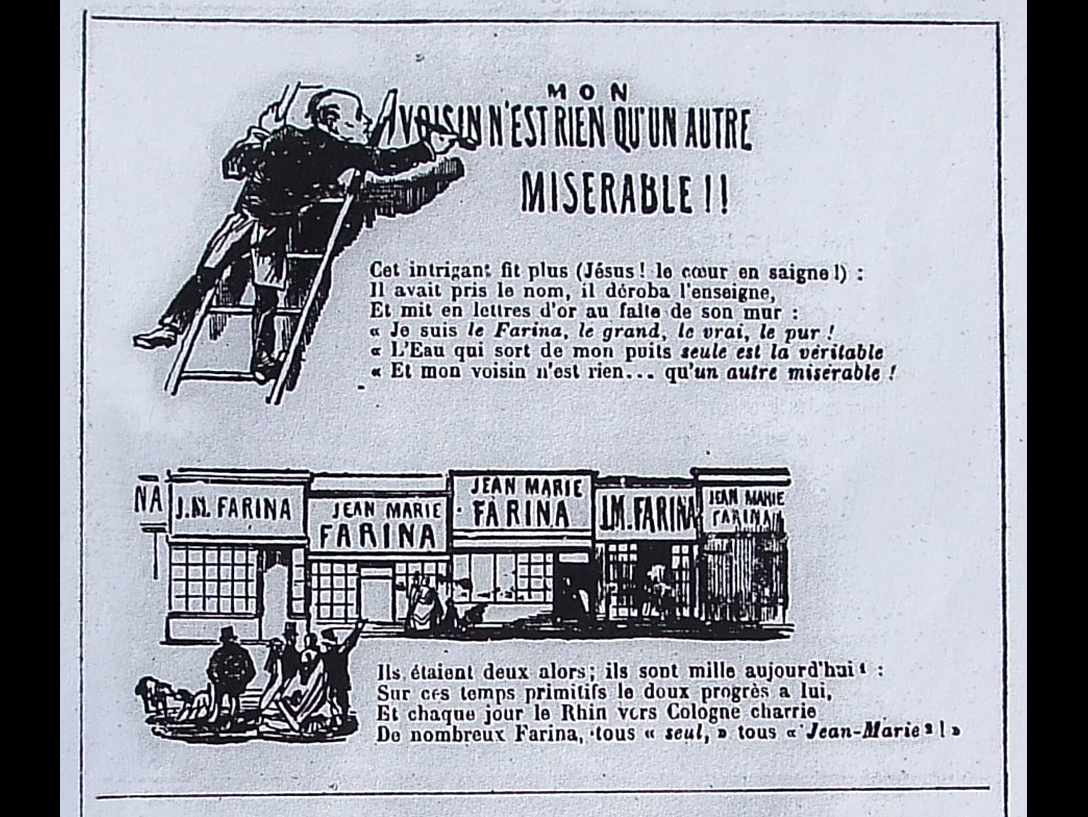
A. Maout scrisse nel 1865 un poema comico, illustrato da Jules Chéret, in cui, tra gli altri, si prende alla berlina il proliferare di ditte con il nome Farina

L'attività di Giovanni Paolo Feminis, dopo la morte della moglie Sophia Ryfarts, passò nelle mani di
- Giovanni Antonio Farina (1718-1787), figlio di Carlo Gerolamo (1693-1762), continuò con la Zur Stadt Mailand, in rue de la Balance d'or, a produrre una rinomata Eau admirable o di Colonia.

Tre dei suoi figli intrapresero la medesima attività:
- Giovanni Maria Farina (Colonia 1755 –ivi 1813) fondò nel 1788 la Zur Stad Turin, in Hochstr 111.
- Giuseppe Antonio Farina (1759-1791) continuerà l'attività della Zur Stadt Mailand[1]
- Carlo Francesco Farina costituirà nel 1803 la Franz Maria Farina[2]

Nel 1733 un fratello di Giovanni Battista
- Johann Maria Farina diede vita, aiutato da Carlo Zanoli (ca 1732-ca 1780), alla Johann Maria Farina gegenüber dem Jülichs-Platz, (Johann Maria Farina di fronte alla Jülichs-Platz), ancora oggi in attività[3]. Morto senza eredi lasciò la ditta al nipote, figlio di Giovanni Battista, Giovanni Maria Farina (1713-1792).
- Carlo Zanoli a sua volta distillerà una vera Acqua di Colonia, secondo la composizione di Johan Maria Farina, titolare d'un negozio situato in den 3 Lilien unter Wappenstecher. Erede del negozio e attività sarà un nipote, tale Ciolina, il quale continuerà a produrre l'Acqua di Colonia. (Cfr.E. Rosembhom, Kölnisch Wasser)

Nel 1865 nella sola città di Colonia si contavano una quarantina di ditte Farina.
Parigi
Dal figlio maggiore di Giovanni Antonio, Carlo Gerolamo Andrea (Santa Maria Maggiore 1750- ivi 1828), nacque quel
- Jean-Marie Farina (1785-1864) che nel 1806 fondò a Parigi la maison Jean-Marie Farina di rue St.Honoré, n° 333, di fronte al mercato e ai Jacobins.[4]

Düsseldorf
Dall'attività di Giovanni Battista Farina nel 1714 si staccò il fratello
- Carlo Gerolamo Farina (1693-1762) insieme al cognato Giulio Farina (ca 1681 – 1743) e all'amico Antonio Cantadore crearono a Düsseldorf la Zum Goldene Schwerdt (La spada d'oro)[5]

## Di Acqua in Acqua
- Bologna- 1827, Acqua di Felsina creata da Pietro Bortoloti
- Genova - 1853, Acqua creata da Stefano Frecceri, profumiere della casa reale dei Savoia
- Biella - 1871, per merito di Luigi Cantuon
- Parma – 1916, Acqua di Parma